# Kenny Harrison
Kerry "Kenny" Harrison (13 de febrero de 1965 en Milwaukee, Wisconsin) es un atleta estadounidense especialista en triple salto que fue campeón olímpico y mundial de esta prueba.
En 1984 se proclamó campeón de Estados Unidos en categoría junior, y fue segundo en los Juegos Panamericanos también en categoría junior.
Siendo estudiante de la Universidad Estatal de Kansas, en 1986 se proclamó campeón nacional universitario, y fue cuarto en los campeonatos absolutos de Estados Unidos
En 1989 acabó quinto del ranking mundial del año con un salto de 17.47 logrado en São Paulo
En 1990 gana su primer título de campeón absoluto de Estados Unidos. El 2 de julio de ese año logra en Estocolmo un salto de 17.93 que es el mejor del ranking mundial del año. Ganó también en los Goodwill Games de Seattle y solo perdió una competición en toda la temporada, en Zúrich frente a Mike Conley.
En 1991 vuelve a proclamarse campeón de Estados Unidos y consigue la medalla de oro en los Campeonatos del Mundo de Tokio con un salto 17.78 que además le hacen liderar el ranking mundial por segunda temporada consecutiva.
Era uno de los grandes favoritos para ganar en los Juegos Olímpicos de Barcelona 1992 pero una lesión en la rodilla le impidió clasificarse en las pruebas de selección de su país celebradas en Nueva Orleans.
En 1993 fue 10.º en los Campeonatos del Mundo de Stuttgart.
En 1996 logra la victoria en las pruebas de clasificación de su país para los Juegos Olímpicos de Atlanta 1996. Ya en los Juegos consigue de forma sorprendente alzarse con la medalla de oro derrotando al plusmarquista mundial y gran favorito, el británico Jonathan Edwards. Harrison logró una marca de 18.09 que era un nuevo récord olímpico y de Estados Unidos, y la segunda mejor marca mundial de todos los tiempos. La medalla de plata fue para Edwards (17.88) y la de bronce para el cubano Yoelvis Quesada (17.44)
Tras los Juegos de Atlanta ya no volvió a lograr grandes éxitos. En 1997 se proclamó campeón de Estados Unidos por cuarta y última vez en su carrera y fue 9.º en los Campeonatos del Mundo de Atenas.
Se retiró del atletismo a finales de 1998.